# منتو (إله)
كان مُنتو إلها للحرب على شكل صقر في الديانة المصرية القديمة ، و كما يظهر في الكتابة الهيروغليفية على اليسار في الأسفل، يُكتب (م - ن - ت - و)، ولا يمكن نطقه بطريقة سليمة وذلك لغياب علامات الحركات في اللغة المصرية القديمة لذلك يمكن أن يشار إليه باسم مونت أو مِنتو أيضاً.

## اسمه ودمجه مع رع
و كان مونتو إلهاً عتيقا، ويعني اسمه البدوي أو (و هو الأدق) الهائم على وجهه، وفي الأصل كان مظهرا من مظاهر تأثير الشمس الحارقة (رع)، وعلى هذا المنوال فهو يمثل غالبا تحت اسم (منتو-رع)، والخاصية التدميرية للشمس الحارقة أكسبته خصائص المحارب، ليصبح في نهاية المطاف إله الحرب.

## علاقته بالإله بوخيس
بسبب ارتباط الثيران الهائجة مع القوة والحرب، أظهر منتو نفسه في صورة ثور أبيض مع وجه أسود، وهو اللذي يسمى باخا (أو بوخيس)، وقد أطلق أعظم ملوك مصر على انفسهم لقب «الثور الجبار ابن منتو»، وفي قصة المعركة الشهيرة قادش، روي عن رعمسيس الثاني أنه عندما رأى العدو «هاجمهم بعنف مثل مونتو، رب طيبة».

## تصويره
و في الفن المصري القديم، يصور منتو على هيئة رجل برأس صقر أو برأس ثور يرتدى قرص الشمس بين عمودين أو ريشتين على رأسه، وهما الصقر الذي يمثل السماء والثور الذي يمثل القوة والحرب، كما أنه كان يصور ممسكا بيديه الأسلحة المختلفة، بما في ذلك السيوف والأقواس والسهام، والسكاكين.

## معابده
وربما بدأ بناء معبد منتو في المدمود (على بعد 8 كيلومترات شمال شرق الأقصر) خلال عصر الدولة القديمة، والمعابد المكرسة لمنتو احدها يقع بالقرب من قلعة الدولة الوسطى على جزيرة «ورونارتي» (جنوب قلعة سمنة) تحت الشلال الثاني لنهر النيل، ويرجع تاريخه إلى القرن التاسع عشر قبل الميلاد، وخلال عصر الدولة الحديثة، شيدت المعابد الكبيرة ومثيرة للإعجاب لمنتو في أرمنت، في الواقع، كان الاسم اليوناني لمدينة أرمنت «Hermonthis»، ويعني «أرض منتو».

## زوجاته
كان لمنتو عدة زوجات، منهن الإلهة تنينيت والإلهة إيونيت، والإلهة رعيت تاوي (النسخة المؤنثة من رع).

## معرض صور

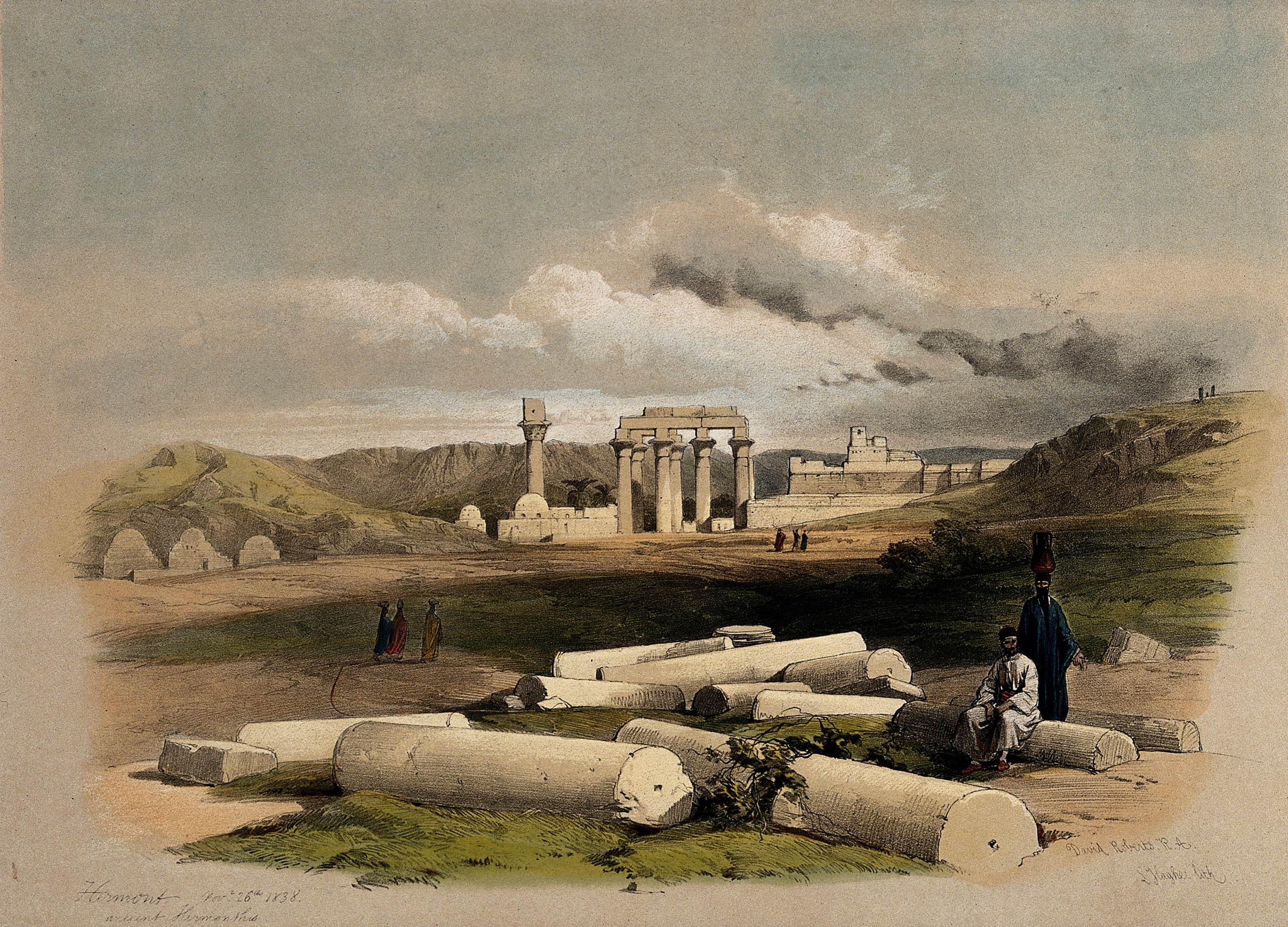
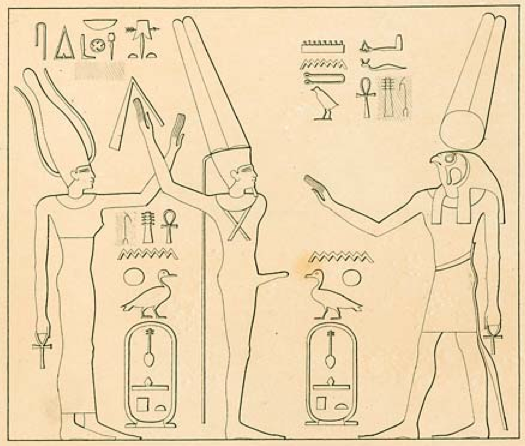
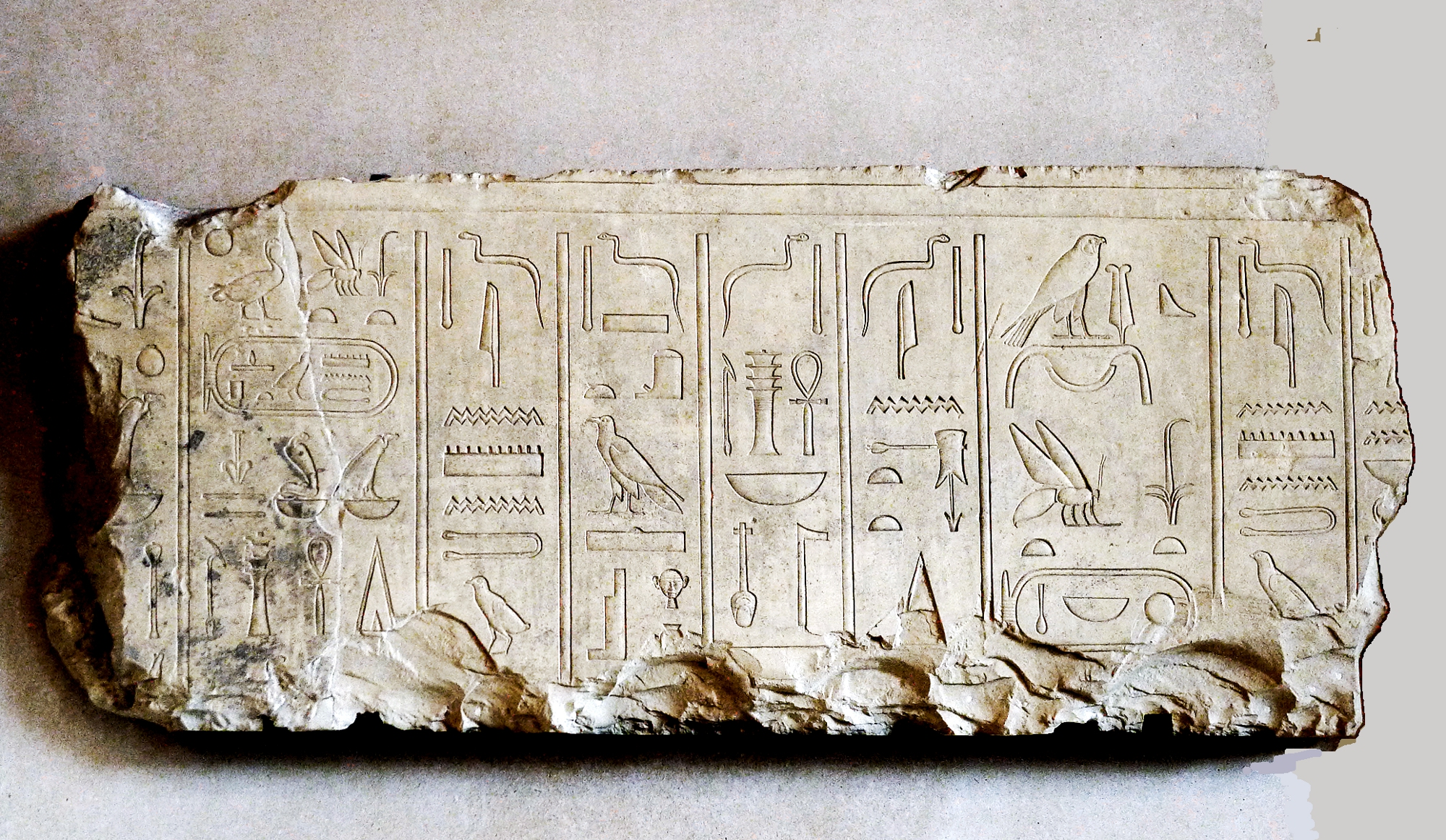
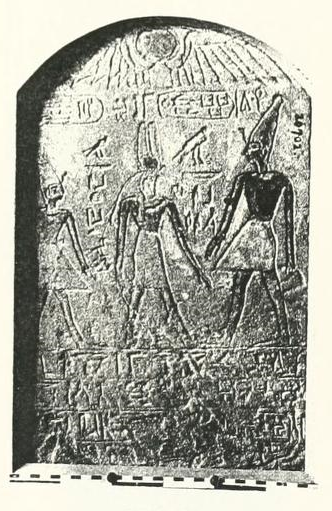
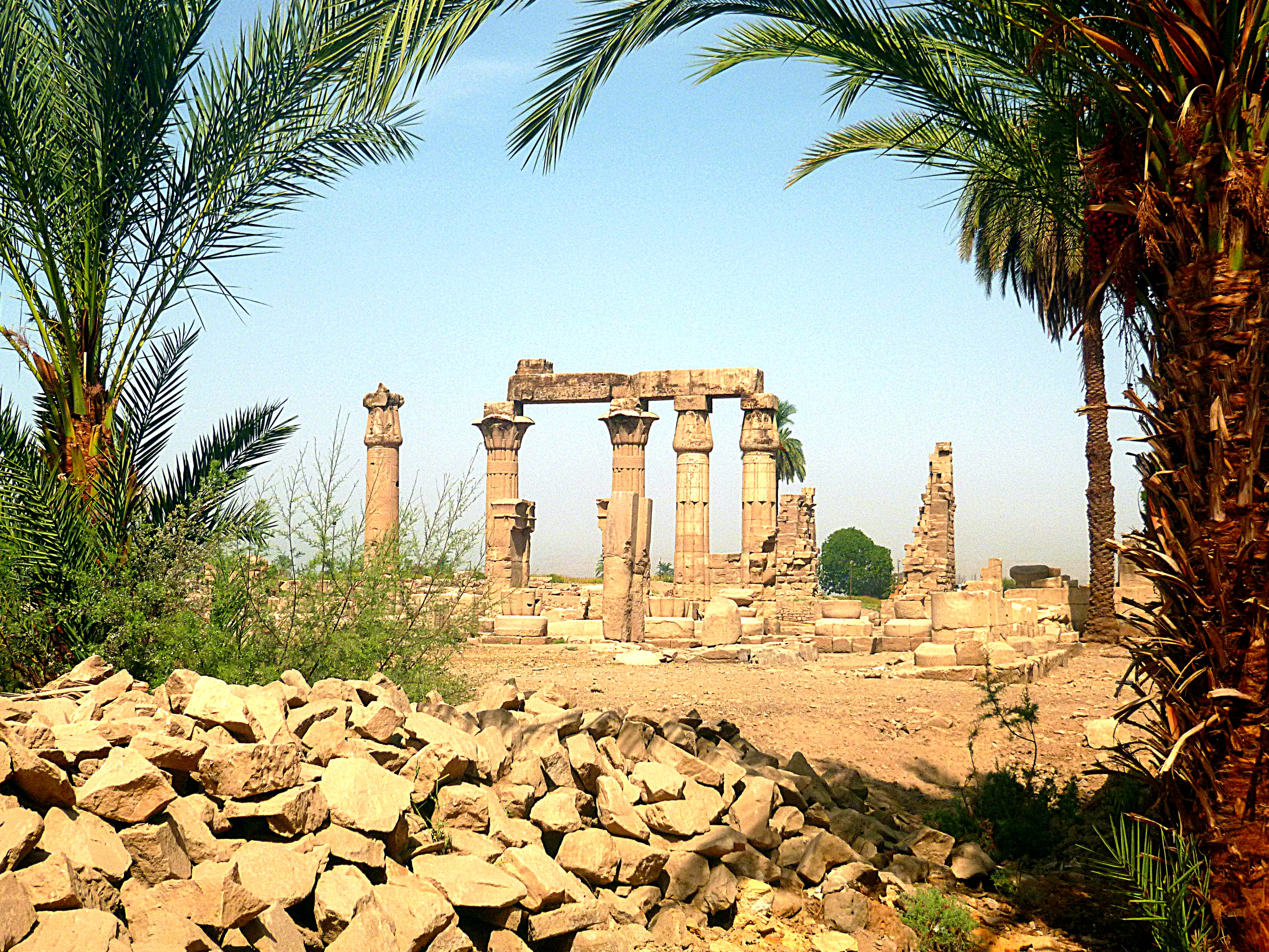
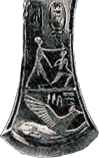

## ظهوره في أسماء الفراعنة
و قد ظهر اسم منتو في أسماء الملوك ايضاً، فلدينا منتوحتب، وهو الاسم الذي يطلق على عدة فراعنة في الدولة الوسطى (الأسرة الحادية عشر)، والذي يعني : منتو راضٍ.

## هوامش
1. ↑  Wilkinson, Richard H. (2003). The Complete Gods and Goddesses of Ancient Egypt. Thames & Hudson. pp. 150, 203